# Copidozoum protectum
Copidozoum protectum är en mossdjursart som först beskrevs av Walter Douglas Hincks 1882.  Copidozoum protectum ingår i släktet Copidozoum och familjen Calloporidae. Inga underarter finns listade i Catalogue of Life.